# Danh sách đảo theo tên (Y)
Danh sách dưới đây liệt kê các đảo bắt đầu bằng ký tự Y.
Đây là một danh sách chưa hoàn tất, và có thể sẽ không bao giờ thỏa mãn yêu cầu hoàn tất. Bạn có thể đóng góp bằng cách mở rộng nó bằng các thông tin đáng tin cậy.
A - B - C - D - Đ - E - F - G - H - I - J - K - L - M - N - O - P - Q - R - S - T - U - V - W - X - Y - Z

## Y
| Tên đảo         | Quần đảo / Nhóm đảo                                                      | Quốc gia                     |
| --------------- | ------------------------------------------------------------------------ | ---------------------------- |
| Yakushima       | Osumi Islands part of the Satsunan Islands part of the Ryukyu Islands    | Nhật Bản                     |
| Isla Yallis     | Vieques, Puerto Rico                                                     | Hoa Kỳ                       |
| Yelagin         | Neva River                                                               | Nga                          |
| Yell            | Quần đảo Shetland                                                        | Scotland                     |
| Yellow          | Bahamas                                                                  | Bahamas                      |
| Cayo Yerba      | Culebra, Puerto Rico                                                     | Hoa Kỳ                       |
| Yerba Buena     | San Francisco Bay, California                                            | Hoa Kỳ                       |
| Yeo             | Lake Huron, Ontario                                                      | Canada                       |
| Yeoman Island   | Nunavut                                                                  | Canada                       |
| Yeongjong       | Incheon                                                                  | Hàn Quốc                     |
| Yeoseodo        |                                                                          | Hàn Quốc                     |
| Yeouido         | Han River                                                                | Hàn Quốc                     |
| Yijiangshan     | Taiwan Strait                                                            | Trung Quốc                   |
| Ynys Benlas     | North Wales                                                              | Wales                        |
| Ynys Castell    | North Wales                                                              | Wales                        |
| Ynys Feurig     | North Wales                                                              | Wales                        |
| Ynys Gaint      | North Wales                                                              | Wales                        |
| Ynys Gored Goch | North Wales                                                              | Wales                        |
| Ynys Llanddwyn  | North Wales                                                              | Wales                        |
| Ynys y Bîg      | North Wales                                                              | Wales                        |
| Yonaguni        | Yaeyama Islands part of the Sakishima Islands part of the Ryukyu Islands | Nhật Bản                     |
| York            | Apostle Islands, Wisconsin                                               | Hoa Kỳ                       |
| York            | Arkansas                                                                 | Hoa Kỳ                       |
| York            | Leeward Islands of the Tiểu Antilles                                     | Antigua and Barbuda          |
| Yoronjima       | Amami Islands part of the Satsunan Islands part of the Ryukyu Islands    | Nhật Bản                     |
| Yoroshima       | Amami Islands part of the Satsunan Islands part of the Ryukyu Islands    | Nhật Bản                     |
| Young Cay       | Bahamas                                                                  | Bahamas                      |
| Young           | Vermont                                                                  | Hoa Kỳ                       |
| Young           | Balleny Islands                                                          | Ross Dependency, New Zealand |
| Young           |                                                                          | Saint Vincent và Grenadines  |
| Youngs          | Alabama                                                                  | Hoa Kỳ                       |
| Youngs          | Alabama                                                                  | Hoa Kỳ                       |
| Yubujima        | Yaeyama Islands part of the Sakishima Islands part of the Ryukyu Islands | Nhật Bản                     |
| Yuma            | Bahamas                                                                  | Bahamas                      |
| Yunaska         | Islands of Four Mountains, Alaska                                        | Hoa Kỳ                       |
| Yuzhny          | Novaya Zemlya, Arkhangelsk Oblast                                        | Nga                          |